# Elmer (Missouri)
Elmer és una població dels Estats Units a l'estat de Missouri. Segons el cens del 2000 tenia 98 habitants.

## Demografia
Segons el cens del 2000, Elmer tenia 98 habitants, 46 habitatges, i 27 famílies. La densitat de població era de 157,7 habitants per km².
Dels 46 habitatges en un 26,1% hi vivien nens de menys de 18 anys, en un 43,5% hi vivien parelles casades, en un 13% dones solteres, i en un 41,3% no eren unitats familiars. En el 37% dels habitatges hi vivien persones soles el 13% de les quals corresponia a persones de 65 anys o més que vivien soles. El nombre mitjà de persones vivint en cada habitatge era de 2,13 i el nombre mitjà de persones que vivien en cada família era de 2,74.
Per edats la població es repartia de la següent manera: un 23,5% tenia menys de 18 anys, un 6,1% entre 18 i 24, un 25,5% entre 25 i 44, un 28,6% de 45 a 60 i un 16,3% 65 anys o més.
L'edat mediana era de 43 anys. Per cada 100 dones de 18 o més anys hi havia 92,3 homes.
La renda mediana per habitatge era de 16.250 $ i la renda mediana per família de 30.750 $. Els homes tenien una renda mediana de 18.125 $ mentre que les dones 15.972 $. La renda per capita de la població era de 9.834 $. Entorn de l'11,8% de les famílies i el 29,5% de la població estaven per davall del llindar de pobresa.

## Poblacions més properes
El següent diagrama mostra les poblacions més properes.